# Klemens von Klemperer
Klemens Wilhelm von Klemperer (* 2. November 1916 in Berlin; † 23. Dezember 2012 in Easthampton, Hampshire County (Massachusetts)) war ein deutschamerikanischer Historiker.

## Leben
Klemens Wilhelm von Klemperer wurde 1916 in Berlin als Sohn von Herbert und Frieda Kuffner von Klemperer geboren. Sein Vater war Direktor der Berliner Lokomotivfabrik, der Großvater Gustav Klemperer von Klemenau (1852–1926), ein bedeutender Finanzier jüdischer Herkunft und Vorstandsvorsitzender der Dresdner Bank, war von Kaiser Franz Josef I. von Österreich im Jahre 1910 geadelt worden und entstammte einer Prager Händlerfamilie. Klemens von Klemperer und seine Geschwister waren die erste evangelisch getaufte Generation der Familie.
Nach dem Abitur am Französischen Gymnasium in Berlin ging Klemens von Klemperer 1934 an das Balliol College in Oxford, ehe er an die Universität Wien wechselte, um sein Studium der Rechtsgeschichte bei Heinrich Mitteis fortzusetzen. Nach dem „Anschluss Österreichs“ an das Deutsche Reich im März 1938 war Klemperer zusammen mit Otto und Fritz Molden am Widerstand gegen den Nationalsozialismus beteiligt. Er floh kurz nach dem Novemberpogrom 1938, das er als Zeuge in Berlin mit ansehen musste, in die Vereinigten Staaten. Dort konnte er im Rahmen eines Programms der Roosevelt-Regierung für exilierte Wissenschaftler aus Europa die Harvard University besuchen.
Von 1942 bis 1946 diente Klemperer in der G2-Einheit des Supreme Headquarters Allied Expeditionary Force in Europa, ehe er 1949 an der Harvard-Universität bei William L. Langer promoviert wurde. Anschließend ging er als Dozent an das Smith College, wo er seine gesamte Laufbahn verbrachte und auch seine Frau Elizabeth kennenlernte, die später am Smith College Professorin für Literatur wurde.
Bereits in den 1970er Jahren war Klemperer ein international angesehener Spezialist für die historische Forschung über den Nationalsozialismus und den deutschen Widerstand, der unter anderem in Oxford und am Wissenschaftskolleg zu Berlin Gastprofessuren oder Fellowships innehatte. 1998 hielt Klemperer in der Westminster Abbey die Gedenkansprache für Dietrich Bonhoeffer, der dort als einer von zehn Märtyrern des 20. Jahrhunderts verewigt worden ist. Für Klemperer war der Theologe ein Beispiel dafür, dass Menschlichkeit auch unter einer grausamen Tyrannei möglich ist. 1997 hatte ihn Österreich für seine Verdienste als Wissenschaftler mit dem Österreichischen Ehrenkreuz für Wissenschaft und Kunst I. Klasse geehrt. Von 2000 bis 2005 war Klemperer Vorstandsmitglied der Volkswagenstiftung und von 2000 bis zu seinem Tod Beirat der Forschungsgemeinschaft 20. Juli 1944. 2010 erhielt er den Dorothee-Fliess-Preis für Widerstandforschung.
Neben seiner akademischen Arbeit war Klemperer ein begeisterter Alpinist. Er hatte in jungen Jahren das Matterhorn bezwungen und war in den Vereinigten Staaten dem Appalachian Mountain Club beigetreten. Bis in sein hohes Alter zog er für ausgiebige Wanderungen in die White Mountains im nördlichen New Hampshire.
Klemperer war Vater zweier Kinder. Sein Sohn James von Klemperer ist Architekt in New York und lehrte Architektur in Yale, er verantwortete u. a. den Masterplan für New Songdo City.

## Werke (Auswahl)
- Germany's New Conservatism (Princeton, 1957).
- Ignaz Seipel: Christian Statesman in a Time of Crisis (Princeton, 1972).
- Kurt von Schuschnigg. Neue Österreichische Biographien, Band 22 (Wien, 1987).
- A Noble Combat: The Letters of Shiela Grant Duff and Adam von Trott zu Solz, 1932–1938 (Oxford, 1988).
- German Resistance Against Hitler: The Search for Allies Abroad 1938–1945 (Oxford, 1992). Deutsche Ausgabe: Die verlassenen Verschwörer. Der deutsche Widerstand auf der Suche nach Verbündeten, 1938–1945 (Berlin, 1994)
- "More on the German Resistance", Smith Alumnae Quarterly, Sommer 1993.
- „Für Deutschland“. Die Männer des 20. Juli 1944. Hg. mit Rainer Zitelmann und Enrico Syring. Ullstein, Frankfurt/M. 1996, ISBN 3-548-33207-2.
- German Incertitudes: The Stones in the Cathedral (Westport, 2002).
- Voyage Through the 20th Century: A Historian's Recollections and Reflections (New York/Oxford, 2009).